# Église Saint-Jean-Baptiste de Saint-Jean-de-Luz
Pour les articles homonymes, voir Église Saint-Jean-Baptiste.
L'église Saint-Jean-Baptiste se situe sur la commune de Saint-Jean-de-Luz, dans le département français des Pyrénées-Atlantiques. Elle est renommée pour son retable du XVIIe siècle en bois doré, le plus monumental sans doute des retables du Pays basque, et par le souvenir d'un événement exceptionnel : c'est ici que fut célébré le mariage du roi de France Louis XIV avec l'infante Marie-Thérèse d'Espagne, le 9 juin 1660. L'église est classée au titre des monuments historiques par arrêté du 7 mars 1931.

## Construction de l'édifice - Historique

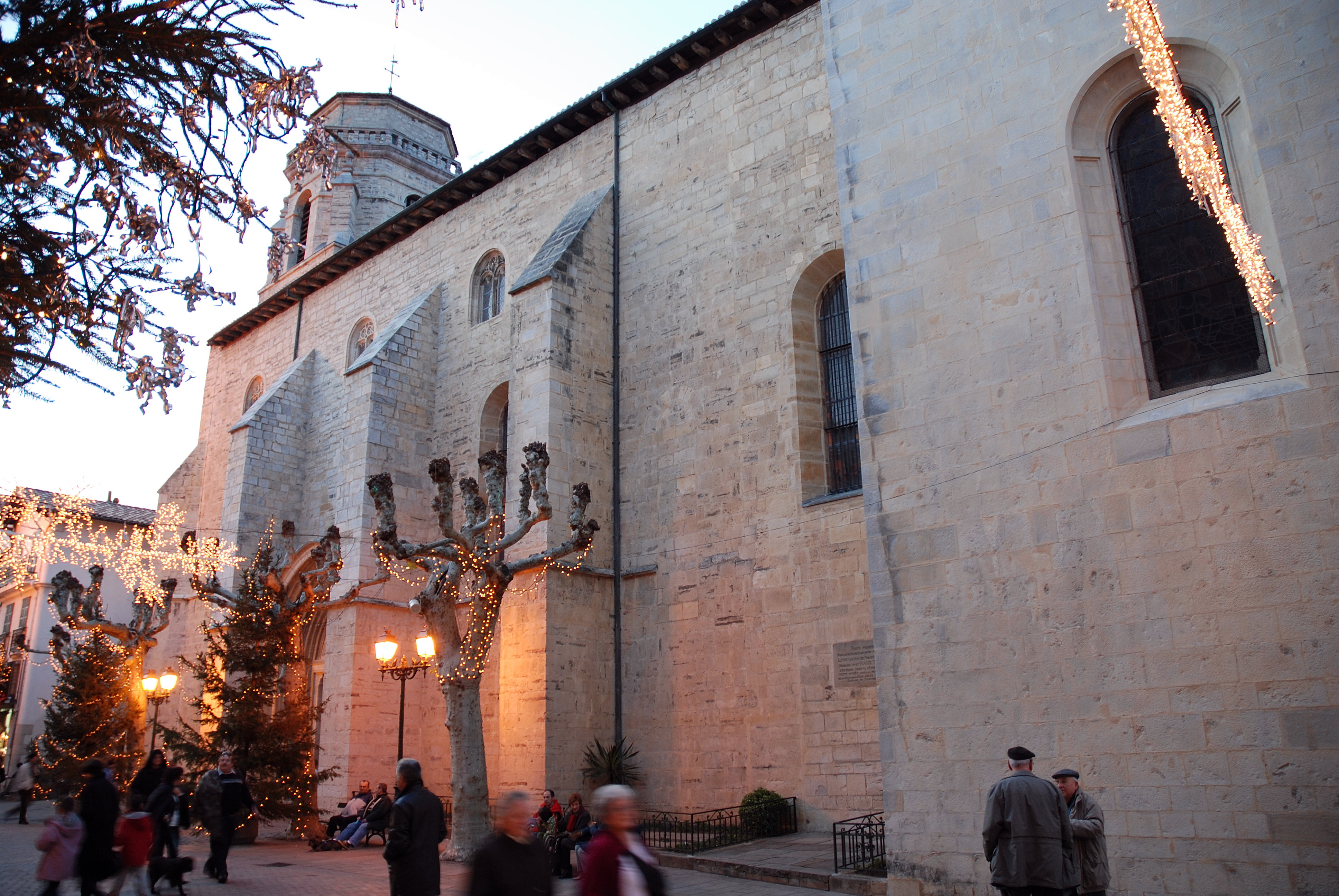
Vue de l'église en hiver (côté rue Gambetta).

L'histoire de l'église commence bien avant le mariage de Louis XIV et Marie-Thérèse. Au XIIe siècle déjà, une église romane rassemblait autour d'elle les maisons de la petite ville, bâtie entre mer et marais. Saint-Jean-de-Luz, « Donibane Lohizune » : « Luz » est la contraction de Lohizun, qui signifie marécageux, en basque. 
Au cours des siècles suivants, traversant la domination anglaise, la guerre de Cent Ans, les invasions espagnoles, la ville est plusieurs fois incendiée, et l'église en pâtit, déjà en 1419, puis, sous François Ier, en 1523, 1542, 1558. On peut encore, de nos jours, découvrir des vestiges de l'église gothique du XVe siècle : un pilier, plusieurs nervures de pierre, des fenêtres occultées, aux murs Ouest et Sud. Trois jolies fenêtres ouvragées en haut du mur Sud datent de la fin du XVIe siècle ou du début du XVIIe siècle ; elles sont munies à l’intérieur de « coussièges », petits bancs de pierre en vis-à-vis. 
Le 5 décembre 1630, « les bayle, jurats et communauté de Saint-Jean-de-Luz » décident d'agrandir le sanctuaire, alors trop petit pour une population de 12 000 habitants, dans une ville rendue prospère par la chasse à la baleine, la pêche à la morue et le commerce des Antilles. Les travaux, plusieurs fois interrompus, dureront un demi-siècle. 
Au moment du mariage de Louis XIV, en 1660, l'église est en plein chantier. De la vieille église, seuls seront conservés le mur sud - celui que longe l'actuelle rue Gambetta- et la tour-clocher, qui gagnera un étage supplémentaire en 1685. 
En juin 1660 déjà, le mur sud a été allongé jusqu'aux murs du nouveau chœur, bâtis à plusieurs mètres en arrière de l'autel existant. Une porte y a été ouverte en 1650: c'est celle que franchit le couple royal le jour du mariage. 
Au nord, se construit lentement un mur neuf, parallèle au vieux mur, cinq mètres plus loin, en récupérant les vieilles pierres de l'un pour édifier l'autre. On y ouvre une porte en 1663. C’est la petite porte utilisée de nos jours, au nord de l’église. 
En 1672, enfin, la dernière brèche à l'angle des murs nord et ouest est fermée ; le « bétail et vents et pluye » n'entreront plus dans le sanctuaire. Un escalier est casé dans l’angle, en 1675, menant à la première galerie ; au Sud, un escalier de bois sera remplacé, en 1750, par l’escalier de pierre, dont la belle balustrade en fer forgé date de 1755. L'église a alors atteint sa taille et son volume actuels. 
Le grand portail a été ouvert et aménagé entre 1663 et 1671, avec des interruptions de travaux. C'est aux alentours de 1669 que  la porte dite « du mariage de Louis XIV » a été murée, pour qu'aucun autre couple puisse l'emprunter. Les archives de la ville n'indiquent pas si la paroisse entreprit cette démarche de sa propre initiative, ou sur ordre de la Cour.  
La statue de saint Jean-Baptiste reproduit une statue datant de 1890. 
Le 27 novembre 1706, la foudre tomba sur la flèche pointue du clocher ; la couverture de plomb fondait, la charpente commençait à brûler. On sauva les cloches en les entourant de voiles de bateaux mouillées. La flèche du clocher sera remplacée par un petit toit plat, de tuiles, construction provisoire… qui dure encore. 
Les trois grandes baies du mur sud et celle du mur nord ont été ouvertes dans les années 1760 et 1761, sur les conseils du peintre Joseph Vernet. 
Pendant la Révolution française et les guerres de l'Empire, l'église servit de magasin à fourrage, puis d'hôpital militaire. L'intérieur du bâtiment subit alors dégâts et déprédations dont les effets ne seraient pas effacés avant longtemps. Les travaux des siècles suivants ne modifieront pas la structure d'ensemble de l'église. En 1884, les murs du chœur et la voûte, jusqu'alors blanchis à la chaux et ornés de festons de bois dorés furent couverts de motifs peints de couleurs vives, d’inspiration néogothique. 
- Hauteur sous voûtes : 20 m
- Longueur totale : 48,60m
- Largeur
  - 1re travée : 16,90 m
  - 2e travée : 17,60 m
  - côté clocher : 18,35 m
- Clocher, hauteur : 35 m

L'édifice dans sa totalité a été classé aux Monuments historiques le 7 mars 1931.

## Le retable

Le retable

Ce retable monumental, en bois doré sculpté, occupe toute la hauteur du mur de fond de l'abside, et les deux ailes qui le flanquent. Dix-huit statues de saints et saintes, deux allégories, la colombe représentant l’Esprit-Saint, la figure de Dieu le Père et le Pélican symbolique entourent le tabernacle à double tambour, cernés par des colonnades de fûts torses ornés de pampres, de fleurs, de feuillages, d'oiseaux, de bambins rieurs. Le tout ordonné selon la rigueur des canons classiques et agrémenté de motifs à l'antique : grandeur et pompe à l’image des goûts du Roi-Soleil, bâtisseur, au même moment, du château de Versailles. 
Martin de Bidache, entrepreneur-menuisier du pays, mena à bien l'exécution de cet ouvrage de dimensions considérables. Il fallut cinq charrettes pour en amener les éléments de Bayonne à Saint-Jean-de-Luz, pour leur mise en place dans l’église, en 1669. On ne sait qui fut le dessinateur concepteur de l'ensemble. Il est probable que Joannis de Haraneder-Monségur, marguillier du conseil de la Fabrique de 1666 à 1672, riche armateur, fut le maître d'ouvrage de ce retable grandiose. Son père, Martin de Haraneder, était bayle de la ville au moment du mariage de Louis XIV.
Le retable a été classé aux Monuments historiques le 5 décembre 1908[réf. nécessaire].

## Autres éléments notables
Le bel antependium (devant d'autel) brodé de minuscules perles de verre coloré, aurait été donné à l’église, avec d'autres ornements et objets de culte, par Louis XIV à l’occasion de son mariage. MH 20 décembre 1906[réf. nécessaire].
L'autel est surélevé de douze marches au-dessus du niveau de la nef. C'est un arrangement fréquent dans les églises du Labourd, ce qui leur donne, conjugué avec les galeries, l'aspect d'un théâtre. La sacristie est alors placée sous l'autel. Les galeries entourent la nef de trois côtés. C'est une caractéristique des églises du Labourd qu’on dit unique en Europe. L’évêque de Bayonne, dès 1556, en avait autorisé et encouragé la construction dans le but d’augmenter à moindre frais la capacité des églises, à une époque de grand développement démographique. Un récit du mariage de Louis XIV, en 1660, note qu’à Saint-Jean-de-Luz « de chaque côté de l’église, il y avait trois galeries fort longues. »  Ces galeries, très abîmées, furent reconstruites à l’identique en 1857, grâce en partie à un don de Napoléon III et de l’Impératrice Eugénie, alors en villégiature à Biarritz. Avant les années 1970, seuls les hommes avaient accès aux galeries ; la nef était réservée aux femmes.  Chacune d’elles plaçait sa chaise sur la tombe familiale, « jarleku », extension de l’ « etxe », la maison patrimoniale. 
Trois lustres dans le chœur, et deux lutrins en forme d’aigle datent du XVIIe siècle. MH 5 décembre 1908[réf. nécessaire].
L’orgue :  son buffet, jumeau de celui de la cathédrale Sainte-Marie d’Oloron[réf. nécessaire], est classé au titre objet des monuments historiques le 5 décembre 1908. L'orgue est construit en 1659 en vue du mariage royal, par Gérard Brunel qui remplace l'ancien orgue. La partie instrumentale, est refaite en 1874 par Georges Wenner. Non protégée au titre des monuments historiques, la partie instrumentale est entièrement refaite par Robert Chauvin, facteur d’orgues à Dax, en 1980. L'orgue a été inauguré par Lionel Rogg, organiste suisse, en septembre 1980.
Les fonts baptismaux : les bois sculptés de la niche, le couvercle pyramidal de la cuve, orné d’aigles et de dauphins symboliques du salut apporté par le baptême, datent du XVIIIe siècle. MH 10 septembre 2003[réf. nécessaire].  
Le bateau votif, aviso à voiles et à vapeur, muni d’aubes, avait été rapporté de Terre-Neuve par la famille Soudre, qui en fit don à l’église en 1865. Sur sa poupe, une inscription : A S.M. L’IMPERATRICE EUGENIE.  
Le banc d’œuvre date de 1876. 
La chaire, 1878, montre Saint Michel terrassant le démon et des monstres à tête de loup, symbole de l’hérésie. 
On note également la présence de deux bénitiers remarquables : l'un sur colonne en  marbre de Caunes, l'autre constitué d'une coquille de tridacne géant (Tridacna gigas). 

### Sculptures, tableaux, vitraux
À l’extérieur de l’église, sur un palier de l’escalier Sud, une Pietà très abîmée daterait du XVe siècle. MH 20 décembre 1906[réf. nécessaire]. 
Saint Ambroise : tableau en bois doré, du début du XVIIe siècle. Il se trouve près de l’autel dédié à saint Joseph. MH 31 mars 1959[réf. nécessaire].  
Le Jugement du Christ, tableau du XVIIe siècle, sérieusement retouché en 1879. Le Christ paraît devant le Sanhédrin et Pilate.  Les opinions de chacun des participants sont inscrites dans des « bulles ».  MH 21 août 1905[réf. nécessaire].
La Décollation de Sainte Quitterie, princesse wisigothe, martyrisée en 476, à Aire-sur-l'Adour. Tableau anonyme du XVIIe siècle placé dans le transept droit. MH 27 février 1984[réf. nécessaire]. 
Adoration des mages,  1727, œuvre de Jean Restout (1692-1768), artiste issu d’une famille de peintres rouennais. MH 5 décembre 1908[réf. nécessaire].
Les autres tableaux du transept et de l’avant-chœur sont des copies, certaines exécutées en 1824 et 1828 par le chevalier Michel Etcheverry, peintre amateur luzien.
Les vitraux représentant saint Jacques le Majeur et sainte Jeanne de France sont l’œuvre, en 1931, des ateliers Mauméjean à Hendaye. La lunette ovale à l’Esprit-Saint est signée Devivier (1960).
Le Chemin de Croix, posé en 1950, est l’œuvre du sculpteur luzien Maxime Real del Sarte (1888-1954).  Une copie de sa « Jeanne au bûcher » (1927) est placée près de l’autel du Sacré-Cœur.